# Straighten Up and Fly Right
Pour les articles homonymes, voir Fly.
Clip vidéo
[vidéo] « Nat King Cole - Straighten Up & Fly Right (1943) », sur YouTube
[vidéo] « The Andrews Sisters - Straighten Up and fly Right (1945) », sur YouTube
Straighten Up and Fly Right (« Redressez-vous et volez à droite », ou « volez droit », en anglais) est un standard de jazz américain des auteurs-compositeurs Nat King Cole et Irving Mills, enregistré en 1943 par le Nat King Cole Trio, en disque 78 tours chez Capitol Records, un de ses premiers grands succès international, Grammy Hall of Fame Award, et un des standards de jazz international des big band jazz américain de la Seconde Guerre mondiale,, et de l'US Air Force,,, avec sa reprise par The Andrews Sisters du 2 mai 1944.

## Histoire

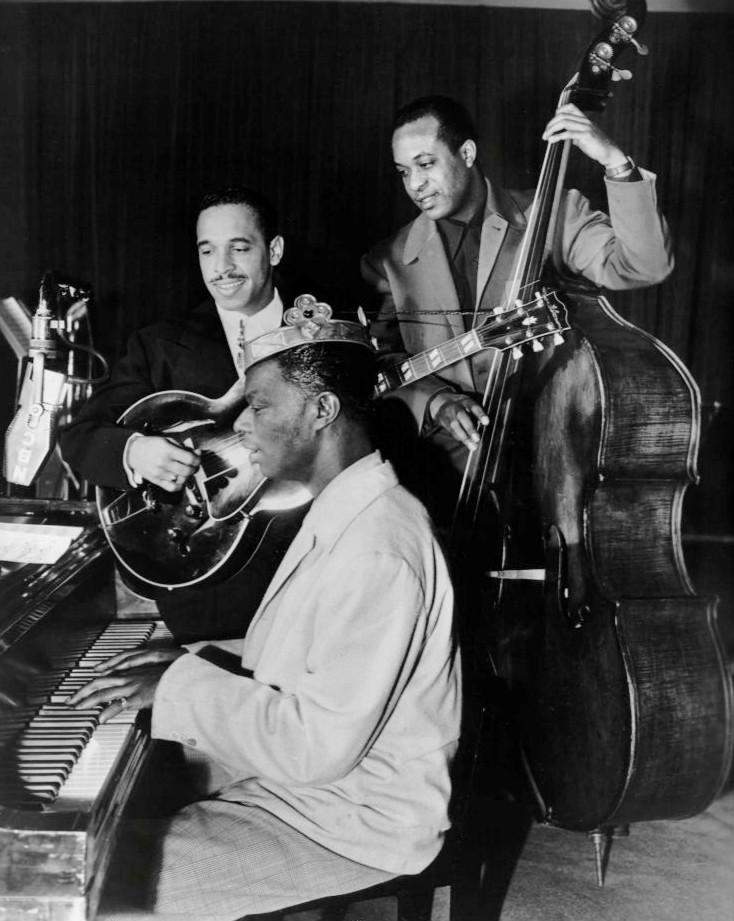
King Cole Trio, en 1947

Nat King Cole commence sa carrière de jazzman et enregistre ce titre avec son trio de jazz King Cole Trio de 1937, comprenant lui même au chant et au piano, Oscar Moore à la guitare, et Wesley Prince (en) (puis Johnny Miller) à la contrebasse. Ce premier grand succès international révèle sa voix de crooner star de jazz américain, vendu à plus d'un million d'exemplaires dans le monde, classé no 1 du palmarès Harlem Hit Parade du magazine Billboard pendant 10 semaines, et à la 9e place des charts pop, musique du film Here Comes Elmer (en), de Joseph Santley en 1943, et intronisé Grammy Hall of Fame Award…
Cette version est également incluse dans la sélection des 660 « chansons qui ont façonné le rock 'n' roll » du Rock and Roll Hall of Fame.

## Reprises
Ce tube de la Seconde Guerre mondiale est repris par de nombreux interprètes, dont The Andrews Sisters (1944), Cherry Sisters (en), Ella Fitzgerald, Marvin Gaye (1965), Sammy Davis, Jr. (1965), Natalie Cole (1991), Diana Krall (2000), Robbie Williams (2001), Lyle Lovett (2003)...

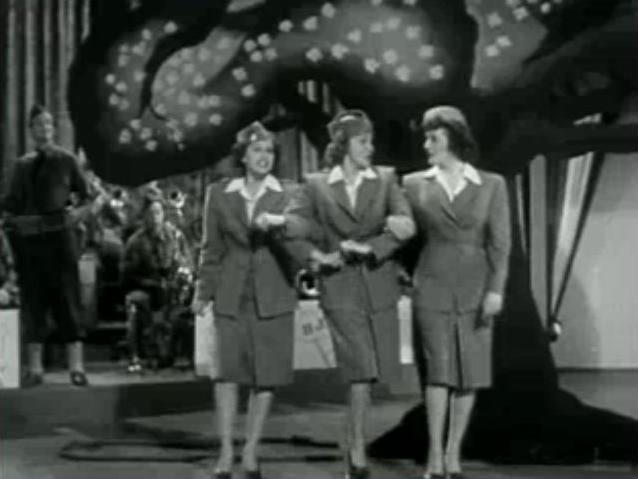
The Andrews Sisters en 1942, en uniforme de l'armée américaine, durant la seconde Guerre mondiale.

## Au cinéma
- 1943 : Here Comes Elmer (en), de Joseph Santley.
- 1945 : Her Lucky Night, d'Edward Lilley, avec The Andrews Sisters[5].
- 1955 : The Nat King Cole Musical Story, de Will Cowan (en), avec Nat King Cole dans son propre rôle[12],[13].
- 1983 : L'Étoffe des héros, de Philip Kaufman.
- 2019 : Catch-22 (mini-série), de George Clooney (version des The Andrews Sisters[14]).